# 任正華
任正華（1963年10月28日—）是台灣女性漫畫家，出生於台北市，代表作為《修羅海》、《頑劣家族》。2021年榮獲第12屆金漫獎特別貢獻獎。

## 人物
- 曾使用長谷川小百合及羅罐中等筆名。
- 出身於伊士曼出版社（大然文化前身）所舉辦的小咪漫畫培訓班，後進入宏廣卡通公司擔任繪圖員。
- 在《星期漫畫》（時報文化）上連載《修羅海》而正式出道。
- 其作品著重於人心善惡矛盾的描寫。早期題材以神怪為主，後則轉為對社會現象的諷刺，描寫人性深刻。

## 簡歷
- 1980年 - 以〈抉擇〉獲得第1屆小咪漫畫新人獎第1名。
- 1981年 - 以〈夏天的故事〉獲得第2屆小咪漫畫新人獎第2名。
- 1986年 - 於歡樂漫畫週刊刊載短篇。
- 1988年 - 於星期漫畫週刊開始連載《修羅海》。
- 1992年 - 於時報週刊發表開始連載《人肉包子》。
- 1993年 - 於龍少年連載開始《魅影殺機》。
- 1996年 - 於東立寶島少年開始連載《頑劣家族》。
- 1999年 - 於頂尖少年開始連載《我要畫漫畫》。
- 2000年 - 於頂尖少年開始連載《修羅海》第二部。
- 2002年 - 出版〈漫漫畫人間〉。
- 2004年 - 以《子息》、《雙鬟》獲得新聞局劇情漫畫獎。
- 2006年 - 以筆名羅罐中於挑戰者月刊開始連載《三國玫瑰》。
- 2007年 - 擔任樂透漫畫月刊主編。
- 2007年 - 於樂透漫畫月刊3月號開始連載〈雙鬟〉。
- 2009年 - 4月樂透漫畫月刊宣布停刊。
- 2021年榮獲第12屆金漫獎特別貢獻獎。

## 作品一覽

### 短篇漫畫
- 抉擇
- 夏天的故事
- 吸血鬼之夜
- 親愛的爸爸
- 平妖
- 叛徒
- 竹林七閒1
- 竹林七閒2

### 長篇漫畫
- 修羅海
- 人肉包子
- 魅影殺機
- 頑劣家族
- 修羅海 第二部
- 漫漫畫人間1
- 漫漫畫人間2 - 子息
- 漫漫畫人間3 - 通天寶
- 漫畫玫瑰 - 白金限量紀念版

### 同人誌
- 漫畫玫瑰
- 竹林七閒1

### 教學書
- 我要畫漫畫

### 單行本
- 修羅海（全3集，時報文化）
- 人肉包子（全1集，1992年，時報文化）
- 魅影殺機（全2集，1993，東立出版）
- 頑劣家族（全7集，1996年，東立出版）
- 我要畫漫畫（全1集，1999年，台灣東販）
- 修羅海2（2集未完，2000年，台灣東販）
- 我要畫漫畫基礎篇（全1集，2003年）
- 漫漫畫人間（全1集，2002年）
- 漫漫畫人間2 - 子息（全1集，2004年，博海文化）
- 漫畫玫瑰 - 白金限量紀念版（全1集，2006年，博海文化）